# Wald, Elveția
Wald este un oraș în Elveția.
1. ↑   https://wald-ar.ch/politik/gemeinderaete/ Lipsește sau este vid: |title= (ajutor)
2. ↑  Arealstatistik Standard - Gemeinden nach 4 Hauptbereichen (în germană), Bundesamt für Statistik[*], accesat în 13 ianuarie 2019